# Lara Prašnikar
Lara Prašnikar (Celje, 8 augustus 1998) is een Sloveens voetbalspeelster. Ze speelt als aanvaller voor Eintracht Frankfurt in de Bundesliga.

## Vroegere leven
Prašnikar werd in 1998 geboren als de dochter van voormalig Joegoslavië en Slovenië bondscoach Bojan Prašnikar en zakenvrouw Bernarda. Ze groeide op in Šmartno ob Paki en heeft een twaalf jaar oudere broer die Luka Prašnikar heet en ook als voetballer actief was.

## Clubcarrière

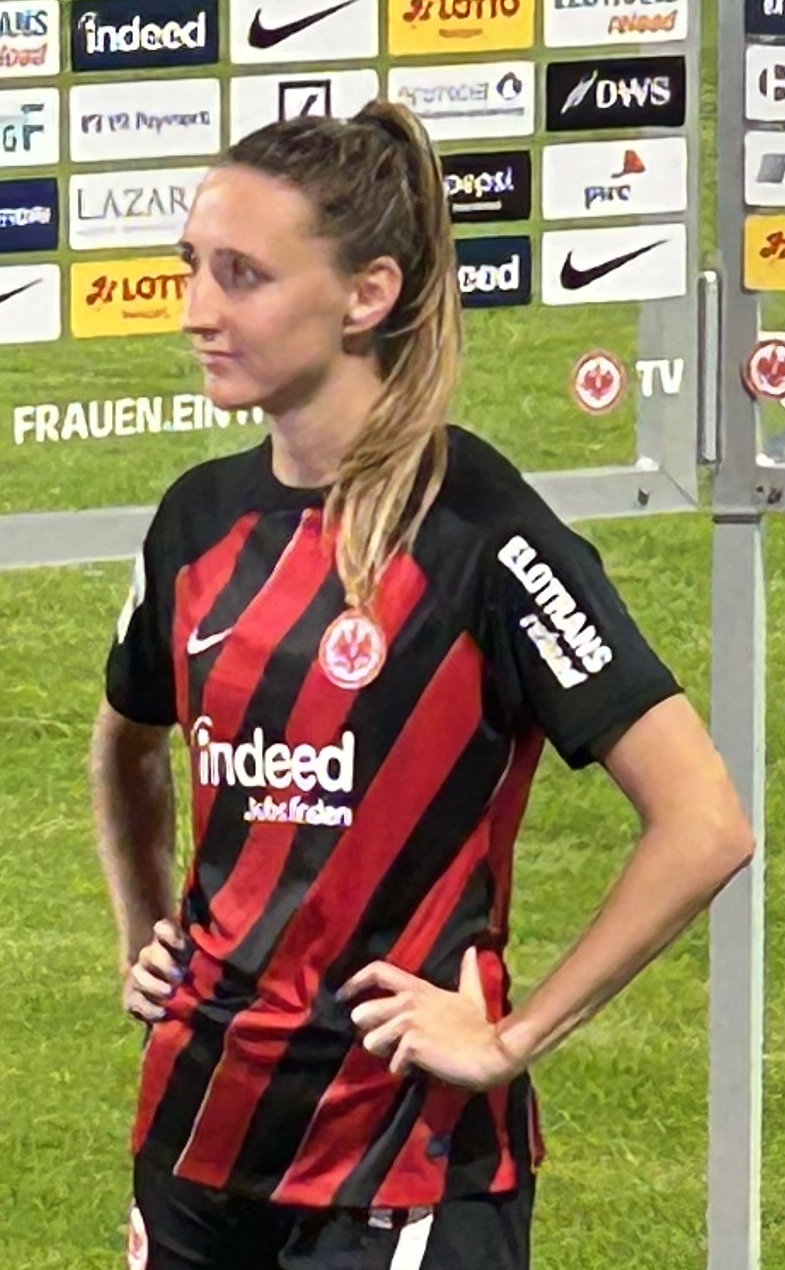
Prašnikar in het shirt van Eintracht Frankfurt in 2023

Prašnikar begon met voetballen bij NK Ŝmartno. In 2010 maakte ze de overstap naar ŜD Ŝkale. Na drie jaar bij deze club werd ze overgeheveld naar het eerste elftal. Prašnikar maakte op 15 augustus 2013 haar debuut in het eerste elftal. Bij haar debuut maakte ze gelijk twee doelpunten in de met 5-0 gewonnen wedstrijd tegen NK Velesovo. In haar eerste seizoen wist Prašnikar 23 keer tot scoren te komen in 19 competitiewedstrijden. Het volgende seizoen kwam ze tot hetzelfde doelpuntenaantal in 16 competitiewedstrijden. In het seizoen 2015/16 overtrof ze dit aantal door 31 keer tot scoren te komen.
In juni 2016 nodigde de Duitse Bundesligaclub 1. FFC Turbine Potsdam haar uit voor een proeftraining. De club was geïnteresseerd geraakt door het doelpuntenaantal van 77 in drie seizoenen van Prašnikar. Op 10 augustus 2026 tekende ze een tweejarig contract in Potsdam. In het seizoen 2018/19 groeide ze uit tot basisspeelster en wist ze tien keer tot scoren te komen. In het daaropvolgende seizoen kwam ze tot 15 doelpunten in 16 wedstrijden toen het seizoen vroegtijdige eindigde door de coronapandemie. Voorafgaande aan het nieuwe seizoen maakte Prašnikar de overstap naar competitiegenoot Eintracht Frankfurt. Al snel verkreeg ze een vaste basisplaats en vroegtijdig werd Prašnikars verbintenis bij de club verlengd tot medio 2025. Eind 2023 werd deze nogmaals verlengd, waardoor Prašnikar nog tot medio 2028 vastligt in Frankfurt am Main.

## Statistieken
| Seizoen | Club                   | Land      | Competitie | Wedstrijden | Doelpunten |
| ------- | ---------------------- | --------- | ---------- | ----------- | ---------- |
| 2016/17 | 1. FFC Turbine Potsdam | Duitsland | Bundesliga | 11          | 0          |
| 2017/18 | 1. FFC Turbine Potsdam | Duitsland | Bundesliga | 9           | 4          |
| 2018/19 | 1. FFC Turbine Potsdam | Duitsland | Bundesliga | 22          | 10         |
| 2019/20 | 1. FFC Turbine Potsdam | Duitsland | Bundesliga | 16          | 15         |
| 2020/21 | Eintracht Frankfurt    | Duitsland | Bundesliga | 20          | 5          |
| 2021/22 | Eintracht Frankfurt    | Duitsland | Bundesliga | 22          | 11         |
| 2022/23 | Eintracht Frankfurt    | Duitsland | Bundesliga | 22          | 15         |
| 2023/24 | Eintracht Frankfurt    | Duitsland | Bundesliga | 21          | 4          |
| 2024/25 | Eintracht Frankfurt    | Duitsland | Bundesliga | 13          | 3          |
| Totaal  | Totaal                 | Totaal    | Totaal     | 168         | 77         |

Laatste update: 27 februari 2025

## Interlandcarrière
Prašnikar maakte haar debuut voor het Sloveense nationale team op 22 september 2015 in een EK 2017 kwalificatiewedstrijd tegen Schotland. Op 12 april 2016 maakte ze haar eerste interlanddoelpunt in dezelfde kwalificatiereeks tegen Noord-Macedonië.